# Boing (canal de televisión)
Boing es una marca utilizada por Warner Bros. Discovery para una serie de cadenas de televisión, la mayoría europeas, enfocadas en la programación infantil.
Para 2023, existen canales que utilizan la marca Boing en Italia (su señal insignia), España y África, mientras que un bloque de programación emitido los fines de semana en la mañana se emitía anteriormente en Chilevisión (en ese entonces propiedad de WarnerMedia) en Chile y en Teve2 en Turquía (anteriormente por Cartoon Network). Todas las señales contienen el logo en rojo excepto en la versión española, que es de color azul.
Boing incluye un grupo de personajes conocidos como Animadz, que sirven como las mascotas oficiales de Boing. Incluyen a Bo, un humano azul parecido a un perro; Bobo, un humanoide verde sin pelo; Otto, un robot; Maissa, un maíz amarillo con piernas; Katrina, un pollo blanco con aspecto de soprano; y Dino, un dinosaurio verde.